# Каугурское восстание
Ка́угурское восста́ние (Каугернское восстание) — принятое в историографии название крестьянских волнений начала октября 1802 года на территории имения Каугерн, входившего в состав Лифляндской губернии.

## Предпосылки к восстанию
В 1799 году большая часть Лифляндской губернии пострадала от неурожая и последовавшего за ним голода. Фактически такое положение дел продолжалось ещё два сезона, вплоть до 1802 года. В связи с постигшими край проблемами губернская администрация распорядилась не взимать с крестьянских хозяйств определённое количества зерна и сена, которое традиционно поставлялось крестьянами губернии на армейские нужды. Такого рода крестьянская повинность называлась стационной податью. В денежном исчислении размеры стационной подати  традиционно добавлялись к подушной подати. Что касается последней, то её губернскому правительству обязался выплачивать сам владелец поместья за своих крестьян, а те, в свою очередь, вынуждены были отрабатывать долг на помещичьих полях в качестве отработки дополнительных часов барщинной повинности. После того, как по причине неурожая стационная подать была отменена, остзейские помещики приняли коллективное неофициальное решение самовольно увеличить размеры барщины, пытаясь извлечь собственную выгоду из сложившейся ситуации. Что касается крестьян, то те сохраняли уверенность в том, что правительство России после отмены стационной подати вообще планирует ликвидировать барщину и подозревали, что владельцы имений утаивают от них некую «вольную грамоту», что усугубляло их недовольство. 

## Хронология крестьянских волнений

### Выступления
Первыми барщину отказались отрабатывать крестьяне Венденской, Вольмарской и Раунской волостей, к началу октября 1802 года приняв решение саботировать указания помещиков. Во главе саботёров стал слуга имения Муяны Готхард Иохансон, который ознакомился с трудами немецкого просветителя и правозащитника Гарлиба Меркеля, который активно выступал против системы крепостничества в Прибалтийских губерниях, а также был хорошо осведомлён о достижениях Великой французской революции. Вскоре к нему примкнули люди, которых снарядил кучер этого же имения Карлис Буш. Заодно с отказавшимися подчиняться крестьянами был хозяин хутора Вители в поместье Кокмуйжа Петерис и работавший у него батрак Янис. В первую очередь инициатор волнений Иохансон распространил призыв среди крестьян к неподчинению помещикам и также призывал снарядить петицию к российскому самодержцу с просьбой о покровительстве и заступничестве. Восставшие крестьяне возлагали определённые надежды на представителей губернской администрации и лично на царя, который традиционно являлся для латышских крестьян олицетворением верховной справедливости.

### Переговоры с властями
7 октября 1802 года лифляндский генерал-губернатор Сергей Фёдорович Голицын (официальный представитель царской власти в губернии) направил в Каугерн земского судью Унгерна-Штернберга и вооружённый отряд для уверенности. 12 крестьян, которые первые заявили о своём отказе отрабатывать новые увеличенные нормы барщинной провинности, были арестованы в ходе этого визита. Остальные крестьяне имения Каугерн со своими предводителями собрались в корчме Бестес, расположенной в окрестностях Вольмара. На собрании было постановлено предпринять попытку освобождения арестованных крестьян с применением оружия.
9 октября 1802 года вблизи имения Каугерн собрались более трёх тысяч крестьян (для того времени довольно большое количество людей), которые были вооружены косами, топорами, дубинами, а у некоторых были охотничьи ружья. Тогда на территории имения находился земской судья барон Унгерн-Штернберг, который фактически оказался блокированным, не имея возможности покинуть территорию. Он вступил в диалог с возмутившимися крестьянами, сообщив им новость о скором прибытии в регион лифляндского генерал-губернатора, которому участники восстания смогут изложить свои претензии. Судья занимался демагогией с целью выиграть время, поскольку он знал, что ему на помощь отправлен более крупный вооружённый отряд для подавления крестьянских волнений. Крестьяне, обрадовавшись ложному сообщению Унгерн-Штернберга, согласились дождаться «прибытия» Сергея Фёдоровича Голицына, но отказались расходиться, пока тот не приедет.

### Подавление
10 октября 1802 года к Каугерну прибыло армейское подкрепление, в том числе и силы артиллерии. Немедленно солдаты получили приказ о взятии под стражу предводителей каугернского восстания, который был приведён в исполнение. Однако крестьяне, понявшие, что их надежды на справедливый суд пока не оправдываются, оказали сопротивление солдатам; тогда барон Унгерн-Штернберг приказал открыть огонь по толпе. От выстрелов погибли на месте четыре человека, семеро были тяжело ранены и также впоследствии скончались. Через некоторое время от ранений скончались ещё трое попавших под обстрел крестьян. Таким образом, в один день восстание крестьян было безжалостно подавлено. Фактически многие из них были отданы помещикам для осуществления «домашнего суда»; многие подверглись традиционным пыткам и наказанию розгами. Предводители восстания (Иохансон, Буш и некоторые другие) были приговорены к смертной казни, которая была заменена ссылкой в Сибирь после того, как губернская администрация узнала подоплёку крестьянских беспорядков, которые были вызваны искажением правительственного решения об отмене стационной подати в условиях широкомасштабного неурожая.

### Каугернские крестьяне в Сибири
Осуждённые к ссылке каугернские крестьяне основали в Пановской волости Тюкалинского уезда Тобольской губернии в 1803-5 гг. деревню Рыжково. Это было первое лютеранское поселение в Тобольской губернии, которое послужило базой для последующих переселенцев из Остзейского края, с кирхой и школой.

## Последствия восстания
Тем не менее у Каугурского восстания были положительные последствия. В частности, волнения, получившие репутацию довольно скандального события в масштабах всего Остзейского края и спровоцировавшие большой резонанс, привлекли внимание царского правительства к фактически бесправному положению крестьян в этих губерниях. Во многом возникали опасения (по существу, оказавшиеся беспочвенными), что масса латышских крестьян смогут оказать поддержку французской армии в случае военных действий между Россией и государством Наполеона, подняв масштабное восстание в приграничных областях. Можно считать, что в какой-то степени факт крестьянских волнений октября 1802 года повлиял на составление специального государственного «Положения о лифляндских крестьянах», которое было подписано российским императором Александром I в 1804 году, в котором определялось, что крестьяне разделены на две категории: дворовых и хлебопашцев. Последних помещик не имел права дарить, продавать, закладывать без земли, на которой они жили. Было определено, что они отвечают по закону перед правлением волости, а не лично перед помещиком. Закон определил статус крестьян, и была реформирована судебная система (волостной суд, земский суд, губернский суд). Однако помещики саботировали выполнение этого закона и добились дополнений в свою пользу (1809), которые сделали возможным захват помещиками крестьянских земель. Одновременно они определяли размер оплаты труда батраков и ограничили барщину 12 часами в день.
26 марта 1819 г. был принят закон об освобождении крестьян, разработанный Лифляндским ландтагом, обнародованный 6 января 1820 г. в Риге и на Эзеле. Однако отмена крепостничества была постепенной, был установлен так называемый временный статус. После освобождения крестьян предусматривалось также изменение низшей административной структуры.